# Chimaltepec
Chimaltepec är en ort i Mexiko.   Den ligger i kommunen Alcozauca de Guerrero och delstaten Guerrero, i den sydöstra delen av landet, 240 km söder om huvudstaden Mexico City. Chimaltepec ligger 1 935 meter över havet och antalet invånare är 426.
Terrängen runt Chimaltepec är huvudsakligen kuperad, men åt sydost är den bergig. Terrängen runt Chimaltepec sluttar norrut. Runt Chimaltepec är det ganska tätbefolkat, med 65 invånare per kvadratkilometer. Närmaste större samhälle är Tlahuapa, 4,8 km sydost om Chimaltepec. I omgivningarna runt Chimaltepec växer huvudsakligen savannskog.